# Martín Álvarez de Sotomayor
Martín Antonio Álvarez de Sotomayor y Soto-Flores (Lucena, Córdoba, 28 de octubre de 1723–Madrid, 9 de septiembre de 1819) fue un militar español.
Fue el Ier conde de Colomera, título creado por Carlos IV el 12 de diciembre de 1790, con Grandeza de España (1797) de 2.ª Clase. Fue Virrey de Navarra durante la Guerra de la Convención.

## Biografía
Nació en una importante familia del reino de Córdoba. Era descendiente del capitán Hernando de Sotomayor, quien fue el primero en colocar el estandarte de los Reyes Católicos en el castillo de Colomera (Granada) durante la Guerra de Granada (1482-1492). En su memoria eligió el nombre para su condado cuando el rey se lo otorgó. Su padre fue Gaspar Álvarez de Sotomayor y Méndez de Sotomayor, caballero de la Orden de Calatrava, y su madre fue Isabel de Flores y Juárez de Negrón, matrimonio que trajo al mundo otros tres varones y dos mujeres. Su sobrino fue Miguel Álvarez de Sotomayor y Álvarez de Sotomayor, VIII conde de Hust.

### Guerra de sucesión austríaca (1740-1748)
Comenzó su carrera militar como cadete del Regimiento de Dragones del Rey el 19 de febrero de 1735, siendo un adolescente de 12 años, y alcanzó el cargo de alférez en los Dragones de la Reina. Su primer contacto con la guerra se produjo en el contexto de la crisis desatada por la sucesión austríaca, luchando en las campañas de Italia, ya que Felipe V de España reclamaba los ducados de Parma y Piacenza perdidos en el Tratado de Viena (1738) tras la guerra de sucesión polaca (1733-1738). Su ejército, mandado por Jean Thierry du Mont, conde de Gages, operó entre 1743 y 1744 en Bolonia y combatió a los austríacos en la batalla de Camposanto el 8 de febrero de 1743. Por la orilla del Adriático entró en el reino de Nápoles y, junto con el ejército napolitano del rey Carlos VII, hijo y aliado de Felipe V, luchó en la defensa de Nápoles frente a los austríacos en la batalla de Velletri (1744). En marzo de 1745 su ejército se trasladó al territorio  de la República de Génova y tomó por asalto las plazas de Piacenza y Pavía, derrotando a las guarniciones austríaca y sarda. Destacó en la batalla  de  Santángelo de 27 de septiembre de 1745. Al retirarse su ejército hacia Génova por el avance austríaco, se produjo la batalla de Rottofreno el 10 de agosto de 1746 en la que resultó gravemente herido, embarcándose en Génova de vuelta a España. Por la Paz de Aquisgrán (1748) el ducado de Parma, Piacenza y Guastalla volvería a España.

### Guerra de los Siete Años (1756-1763)
En el marco de esta guerra, en 1758 se le envió a una misión de observación de los ejércitos prusianos en la contienda, primero agregado al ejército austríaco del mariscal Leopold Joseph von Daun y después al ruso. Al morir el rey Fernando VI en agosto de 1759 se le ordenó regresar a España, presentando en el Despacho de Guerra varias memorias de esta misión, que serían estudiadas atentamente para la reforma del Ejército español. Por este motivo, se le encomendó aplicar estas reformas en los regimientos de León y Guadalajara, así como finalmente en el Regimiento de Reales Guardias Españolas. Ello le valió el ascenso a coronel de infantería en 1760.
En enero de 1762, Gran Bretaña declaró la guerra a España por la firma del Tercer Pacto de Familia en 1761. Con ello España entró en la guerra de los Siete Años. Sotomayor participó en la invasión de Portugal liderando a los granaderos de las milicias provinciales de Castilla la Vieja y Andalucía. Bajo el mando de Nicolás de Carvajal, IX marqués de Sarria, entraron a la provincia de Trás-os-Montes (noreste de Portugal) con el objetivo final de conquistar Oporto. Participó en los sitios de Miranda de Duero y Almeida, destacando en la acción de Abreiro. Ello le valió el ascenso a brigadier en octubre de 1762. Después trabajó como ayudante general del ejército y del Rey, participando en los sucesos del motín de Esquilache (1766) patrullando la capital. En 1770 se le encargó la Inspección General de Milicias.

### Guerra anglo-española (1779-1783)
Con la firma del Tratado de París (1763) concluyó la guerra pero no la rivalidad con los británicos. Sotomayor fue ascendido a mariscal de Campo y nombrado en 1770 comandante general del Ferrol (Galicia), donde se dedicó cinco meses a reforzar las defensas de la ría ferrolana con el fin de evitar la invasión británica, entre ellos el castillo de La Palma y el de San Felipe. Al comienzo de la Guerra anglo-española (1779-1783) por la independencia de Estados Unidos es nombrado teniente general, destinándole a mandar la Comandancia General del Campo de Gibraltar durante el sitio de Gibraltar (1779-1783). En febrero de 1782 es sustituido por Luis Berton de Balbe de Quiers, duque de Crillón.

### Guerra del Rosellón (1793-1795)

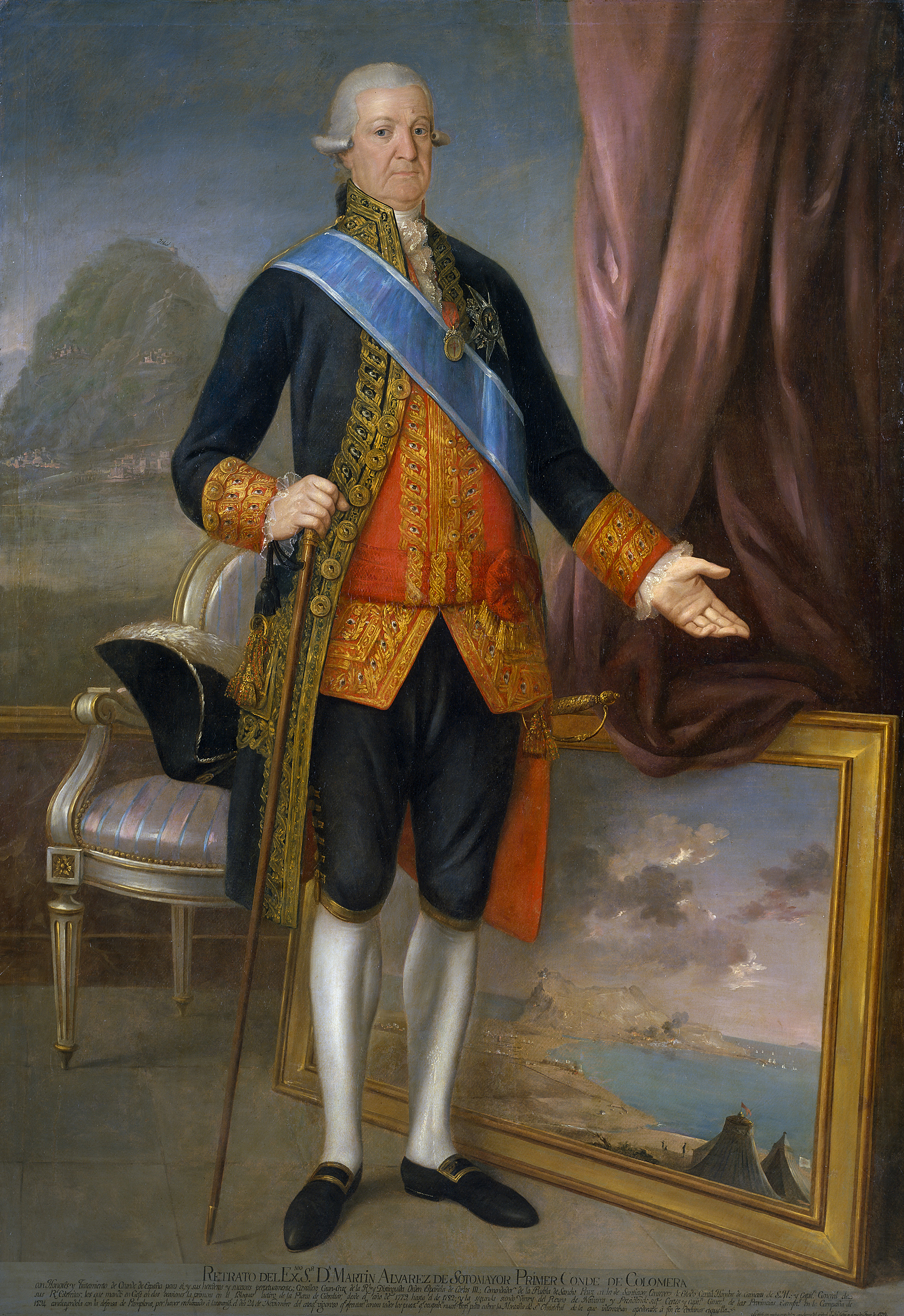
Por Agustín Esteve, 1798, Museo del Prado.

El 18 de enero de 1788 se le encarga el Virreinato y Capitanía General del Reino de Navarra. Ante la situación anárquica de Francia desde 1789, tuvo que tomar medidas para que el espíritu revolucionario no cruzara la frontera. Sin embargo, cometido el regicidio de Luis XVI, la República francesa declaró la guerra a España el 7 de marzo de 1793. Propuso a las Cortes de Navarra la formación de siete batallones de voluntarios navarros. Tras la dimisión de Ventura Caro en julio de 1794, se agrupó en su persona el virreinato y el mando del ejército de aquel reino y de Guipúzcoa. Sin  embargo,  Colomera  se  encargó  del  mando  en  condiciones  poco  favorables.  El Ejército francés de Occidente estaba compuesto por 57.000 hombres, mientras que Colomera sólo disponía de 20.000, de las cuales solo 8.000 eran regulares. Ante la invasión francesa del territorio español, se vio obligado a abandonar el Bidasoa para cortar el avance sobre Tolosa, punto de bifurcación hacia Navarra y Castilla. Apurado por el avance francés, solicitó a las Juntas Generales de Vizcaya la movilización general de todos los hombres entre 17 y 70 años. No pudo evitar la caída de Fuenterrabía y San Sebastián, así como finalmente la de Tolosa, donde simplemente pudo retrasar a los franceses. Se centró entonces en la defensa de Pamplona, donde rechazó sucesivos ataques en noviembre de ese año por Izagaondoa, Villava, Zabaldica y el monte de San Cristóbal, obligando a los franceses a retirarse a Guipúzcoa. Fue entonces sustituido en el virreinato por Pablo de Sangro, príncipe de Castelfranco. Ascendido a capitán general el 13 de diciembre de 1794, en marzo de 1795 es nombrado comandante general e inspector de Artillería y fábricas de armas y municiones, así como coronel del Real Cuerpo de Artillería.

### Últimos años
El 4 de diciembre de 1808, al iniciarse la Guerra de la Independencia (1808-1814), escapa disfrazado de Madrid hacia Sevilla, donde, aunque siendo ya anciano, se pone a disposición de la Junta Suprema Central. Pasó a Málaga, de donde tuvo que huir por mar ante la llegada de los franceses. Recala en Almería gravemente enfermo y, apenas recuperado, se traslada a Alicante, donde se incorpora a la Junta Militar y participa en la defensa de la ciudad.
Se retiró de la vida pública en 1814, acabada la guerra. El día 18 de enero de 1817, Fernando VII le confiere el mando de la Compañía de Alabarderos, que ostentó hasta su fallecimiento. El deceso se produjo en Madrid el 9 de septiembre de 1819. Estuvo casado con Teresa Javiera Cepeda, con la que no tuvo descendencia. Por ello, el título de conde de Colomera fue heredado por su sobrino Carlos Luis Álvarez de Sotomayor y Melgarejo.

## Condecoraciones
Perteneció a las órdenes de Carlos III, San Hemenegildo y Santiago, entre otras distinciones.
- Encomienda de la Puebla de Sancho Pérez en la Orden de Santiago ( España). (1754)
- Encomienda de la Batundeira de la Orden de Alcántara ( España).
- Gran Cruz de la Real y Militar Orden de San Hermenegildo ( España).
- Gran Cruz de la Real y Distinguida Orden de Carlos III ( España). (1783)

## Retratos
Agustín Esteve le retrató en 1798, en un importante cuadro conservado en el Museo del Prado. En 2005 otro retrato del mismo personaje, atribuido también a Esteve, se subastó en Sotheby's y se adjudicó a un coleccionista privado español.